# Propaganda (pel·lícula de 1999)
Propaganda és una pel·lícula de comèdia turca del 1999 escrita, dirigida i produïda per Sinan Çetin. La pel·lícula, que és una comèdia foscament surrealista ambientada en un poble adormit del sud-est de Turquia l'any 1948, fou protagonitzada pel popular actor de comèdia Kemal Sunal, que va morir un any després, l'any 2000. Es va mostrar en competició al 18è Festival Internacional de Cinema d'Istanbul i al 4t Festival Internacional de Cinema de Xangai, on va guanyar el Calze d'Or, i es va estrenar a tot Turquia l’1 de maig de 1999.

## Producció
La pel·lícula es va rodar a la Hatay, Turquia.

## Argument
Basat en una història real ambientada el 1948, el duaner Mehti s'enfronta al deure d'establir formalment la frontera entre Turquia i Síria, dividint la seva ciutat natal. No és conscient del dolor que es desenvoluparà de manera imminent, a mesura que les famílies, les llengües, les cultures i els amants es trenquen i s'enfronten en un poble abans units.

## Repartiment
- Kemal Sunal com a Mehdi
- Metin Akpınar com a Rahim
- Meltem Cumbul com a Filiz
- Rafet El Roman com Âdem
- Meral Orhonsay com a Şahane
- Ali Sunal com a Mahmut
- Nazmiye Oral com Azamet
- Müge Oruçkaptan com a Nazmiye
- Berfi Dicle com a Melek
- Kenan Baydemir com a Hamdi
- Nail Kırmızıgül com a Kopuk Yaşar
- Turgay Aydın com a Cemil
- Cem Safran com Abuzer
- Zaven Çiğdemoğlu com a Deli Selami
- Baycan Baybur com a Komiser Muavini
- Ayşegül Yurdakul com a Köylü Kadın
- Cengiz Deveci com a Belediye Başkanı
- Özcan Pehlivan com a Asker
- Bahar Uçan com a Şadiye
- Sultan Yılmaz com a Rahim'in Annesi
- Ahmet Tok com a Genç Köylü
- Üzeyir Tok com a Selcuk
- Turgut Giray com a Cemil
- Sinan Çetin com a Sheakespeare

## Recepció i premis
18è Festival Internacional de Cinema d'Istanbul i al 4t Festival Internacional de Cinema de Xangai, on va guanyar el Calze d'Or. Va formar part de la selecció oficial de la XX edició de la Mostra de València, en la que va gaunyar la Palmera de Plata a la millor pel·lícula.